# Wielgie (gromada w powiecie wieluńskim)
Wielgie – dawna gromada, czyli najmniejsza jednostka podziału terytorialnego Polskiej Rzeczypospolitej Ludowej w latach 1954–1972.
Gromady, z gromadzkimi radami narodowymi (GRN) jako organami władzy najniższego stopnia na wsi, funkcjonowały od reformy reorganizującej administrację wiejską przeprowadzonej jesienią 1954 do momentu ich zniesienia z dniem 1 stycznia 1973, tym samym wypierając organizację gminną w latach 1954–1972.
Gromadę Wielgie siedzibą GRN w Wielgim [sic!] utworzono – jako jedną z 8759 gromad na obszarze Polski – w powiecie wieluńskim w woj. łódzkim, na mocy uchwały nr 40/54 WRN w Łodzi z dnia 4 października 1954. W skład jednostki weszły obszary dotychczasowych gromad Wielgie i Dymek, ponadto parcelacja Dębiec, wieś Dębiec i wieś Kopiec z dotychczasowej gromady Piskornik oraz wieś Kuźnica z dotychczasowej gromady Rudlice ze zniesionej gminy Ostrówek w tymże powiecie. Dla gromady ustalono 11 członków gromadzkiej rady narodowej.
31 grudnia 1961 do gromady Wielgie przyłączono wieś Szynkielów, kolonię Szynkielów A, kolonię Szynkielów-Urocze i kolonię Cisów ze zniesionej gromady Szynkielów.
14 listopada 1957 z gromady Wielgie wyłączono część obszaru wsi Kuźnica o powierzchni 20,0 ha (tzw. gospodarstwo Jasianka, graniczące bezpośrednio z terenami wsi Jackowskie) włączając ją do gromady Ostrówek w tymże powiecie; z gromady Wielgie wyłączono też wieś Dębiec włączając ją do gromady Skrzynno w tymże powiecie.
1 lipca 1968 gromadę zniesiono, a jej obszar włączono do gromad: Ostrówek (wieś Borek, kolonię Dębiec, wieś i kolonię Dymek, kolonię Gajek, kolonię Gaik, wieś Kopiec, wieś Kuźnica, kolonię Stawik oraz wieś i parcelę Wielgie) i Konopnica (kolonię Brześciny, kolonię Cisowa, kolonię Cisów, kolonię Dąbrówka, kolonię Doły, kolonię Gościniec, kolonię Krzywko, kolonię Łódki, kolonię Majorat, kolonię Nad Ługiem, oraz wieś Szynkielów – łącznie z Podgórzem) w tymże powiecie.